# فرانتز البرت ايبينوس

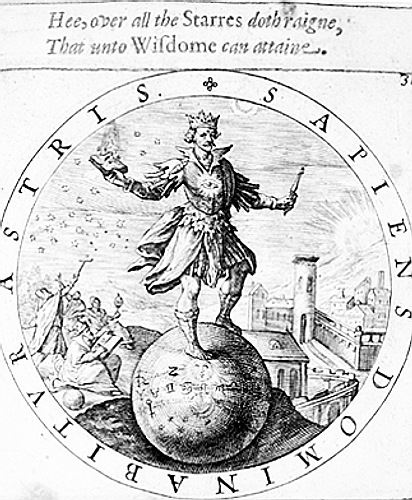
حكمة عن الفلسفة و تقول: "من ملك الحكمة ساد على الكواكب"

فرانتز البرت ايبينوس (بالألمانية: Franz Albert Aepinus)‏ لاهوتي إنجيلي ,كاتب و فيلسوف ألماني (15 نوفمبر 1673 في فانزكه - 14 فبراير 1750)

## حياته
درس في روستوك و جينا, مجازًا في الفلسفة علم 1696. أصبح مدير مدرسة إكليريكية في راتزبورغ عام 1709 و دكتورًا  في اللاهوت العام التالي.

## أعماله
- Indroductio in philosophiam
- (De pietatis ad christianismum necessitudine (1728
- (Mataeologiae fanaticae compendium ex Dippelii scriptis collectum etc. (1721